# Hàndhala ibn Abi-Àmir
Hàndhala ibn Abi-Àmir (o Abd-Amr) ibn Sayfí al-Awsí (àrab: حنظلة بن أبي عامر (عبد عمرو) بن صيفي الأوسي, Ḥanẓala ibn Abī ʿĀmir (ʿAbd ʿAmr) ibn Ṣayfī al-Awsī), conegut com a Ghassil al-Malàïka (àrab: غسيل الملائكة, Ḡasīl al-Malāʾika) (mort el 23 de març de 625), fou un company del profeta Muhàmmad, que era fill d'un monjo cristià.
Es va convertir a l'islam i va participar en la batalla de l'Úhud, durant la qual fou ferit de mort per un enemic. Fou enterrat a Úhud amb la resta de morts a la batalla.
Tingué un fill pòstum, Abd-Al·lah ibn Hàndhala, que capitanejà una revolta a Medina contra els omeies.